# Ɥ̃
Cette page contient des caractères spéciaux ou non latins. S’ils s’affichent mal (▯, ?, etc.), consultez la page d’aide Unicode.
Ɥ̃ (minuscule ɥ̃), appelé h culbuté tilde, est une lettre additionnelle latine utilisée dans l’alphabet du dan-gio au Liberia.

## Utilisation
Le ɥ̃ est utilisé dans l’orthographe du dan-gio au Liberia par exemple dans la phrase ‹ má sɔ̃́ kə̌ɥ̃ pèetɛ kã́ ›, « j’ai coupé deux cent morceaux de roseau ».

## Représentation informatique
Le h culbuté tilde peut être représenté avec les caractères Unicode (Alphabet phonétique international, Diacritiques) suivants :
| formes    | représentations | chaînes de caractères | points de code | descriptions                                        |
| --------- | --------------- | --------------------- | -------------- | --------------------------------------------------- |
| minuscule | Ɥ               | Ɥ◌̃                    | U+A78D U+0303  | lettre majuscule latine h culbuté diacritique tilde |
| minuscule | ɥ               | ɥ◌̃                    | U+0265 U+0303  | lettre minuscule latine h culbuté diacritique tilde |